# La Duchesse d'Alba et la bigote
 (septembre 2024).
Si vous disposez d'ouvrages ou d'articles de référence ou si vous connaissez des sites web de qualité traitant du thème abordé ici, merci de compléter l'article en donnant les références utiles à sa vérifiabilité et en les liant à la section « Notes et références ».
La duchesse d'Alba et la bigote est une peinture de Francisco de Goya. Elle est signée  dans le coin inférieur droit « Goya 1795 ». Elle a été acquise par le Musée du Prado après avoir appartenu à une collection privée.

## Analyse
La toile représente la duchesse, María del Pilar Teresa Cayetana de Silva y Álvarez de Toledo, effrayant Rafaela Luisa Velazquez, une de ses femmes de chambre surnommée « la bigote ». Au-delà de la femme de chambre brandissant une croix, la position de la tête de la duchesse, de dos au spectateur est inhabituelle.
La duchesse d'Albe XIII se maria le 15 janvier 1775 avec José Álvarez de Toledo y Gonzaga, le fils aîné du marquis de Villafranca, que Goya peignit la même année. 
La toile est remarquable tant par la scène intime qu'elle décrit que par l'art de Goya, nettement plus libre que dans les portraits officiels et par la quasi absence de références spatiales.